# DEC Professional (電腦)
Professional 325（PRO-325）和 Professional 350（PRO-350）是迪吉多公司在1982年作为IBM PC的一个高端竞争者将其引入市场的電腦產品，它与該公司先前的PDP-11相容。
就如同看起来比较相似的 Rainbow-100 和 DECmate-II （它们也是在同时被引入市场），它们使用LK201键盘，并使用了400kB single-sided quad-density软盘驱动器（也被称为RX50），并且可以选择彩色或单色显示器。